# Laiduo
Laiduo (kinesiska: 来多, 来多乡) är en socken i Kina. Den ligger i den autonoma regionen Tibet, i den sydvästra delen av landet, omkring 480 kilometer väster om regionhuvudstaden Lhasa. Antalet invånare är 1 902. Befolkningen består av 965 kvinnor och 937 män. Barn under 15 år utgör 27,0 %, vuxna 15-64 år 65 %, och äldre över 65 år 7,0 %.
Genomsnittlig årsnederbörd är 542 millimeter. Den regnigaste månaden är juli, med i genomsnitt 120 mm nederbörd, och den torraste är november, med 14 mm nederbörd.